# Pin
Pin (z angl. špendlík) je výraz pro vývod elektronické součástky, obvykle integrovaného obvodu.
U většiny druhů pouzder integrovaných obvodů vzniká pin vytvarováním předpřipraveného rámu z tenkého plechu (angl. wireframe), na který se upevňuje a kontaktuje samotný čip.
Popis významu jednotlivých pinů integrovaného obvodu anebo konektorů se označuje výrazem pinout.